# Ndyengayong
Ndyengayong ist ein Ort in der Provinz Centro Sur in Äquatorialguinea. Er liegt etwa 6 km nordöstlich von Evinayong.

## Geographie
Der Ort liegt nordöstlich von Evinayong zwischen Micaosi, Ndyong und Nomenan und Ovengasi.

## Klima
Nach dem Köppen-Geiger-System zeichnet sich Ndyengayong durch ein tropisches Klima mit der Kurzbezeichnung Am aus.